# جب جراوة
جب جراوة قرية سوريّة تتبع إداريّاً لمحافظة حلب منطقة جرابلس ناحية مركز جرابلس، بلغ تعداد سكانها 51 نسمة حسب التعداد السكاني لعام 2004.